# القرية السويدية
القرية السويدية هي قرية نائية تقع في أقصى جنوب قطاع غزة متاخمة للحدود المصرية في محافظة رفح. وتكنَّى "بالمنسيّة" نظراً لغياب الخدمات الأساسية فيها. ويعيش فيها نحو 2100 نسمة وفقاً لإحصائيات عام 2020. دمرت قوات الاحتلال الإسرائيلي القرية في حربها على غزة عام 2024 وهدمت مبانيها كلها.

## التاريخ
تأسست القرية عام 1965 بدعمٍ من القوات السويدية للاجئين الفلسطينيين الذين أُجبِروا على النزوح من بيوتهم عام النكبة 1948، ويعود سبب تسميتها بالسويدية إلى ذلك. كما وبلغ عدد سكانها 568 نسمة حتى عام 1997. وعانت القرية منذ تأسيسها إلى التهميش والإهمال، إذ تعرض العديد من بيوتها للهدم عام 1982؛ لتوسيع الشريط الحدودي. ومن المقترح أن تُهدم كاملةً لتطبيق مخطط بناء شارع الرشيد، لكن أهالي القرية يرفضون ذلك. كما وعانى الأهالي من خطر التهجير ثانية منها، إذ كان الاحتلال الإسرائيلي ينوي بناء مستوطنة مكانها لكن مقاومة أهلها وصمودهم فيها حال دون ذلك.
خلال حرب الإبادة الإسرائيلية لقطاع غزة عام 2023–2024، دمرت القوات الإسرائيلية مبان القرية كلها.

## الاقتصاد
يعتمد اقتصاد أهالي القرية بشكل أساسي على الصيد، ويعيشون في فقر مدقع. حيث يعانون من صعوبات اقتصادية كبيرة منذ عام 2007 نظراً لحصار القطاع، وحظر الصيد المفروض من الاحتلال الإسرائيلي؛ مما جعل الكثيرون عاطلون عن العمل ودفع آخرون إلى العمل في قطاع الزراعة. علاوة على ذلك، أدى ارتفاع مستوى الإنتاج البحري إلى تقويض قطاع صيد الأسماك في القرية. كما يعاني أهالي القرية من صعوبة في إيجاد مكان لوضع مراكبهم الصغيرة، بعد أن أكلت أمواج البحر مساحة كبيرة من الشاطئ الذي كان مرفأً لمراكبهم.

## البنية التحتية
تعاني القرية من تردي الأوضاع المعيشية، فتتلقى الكهرباء من المولد لمدة أربع ساعات يومياً في المساء فقط. وتفتقر إلى الخدمات الصحية والتعليمية، ويعاني أهلها من انعدام البنية التحتية، وعدم وجود طرق مؤهلة للاستخدام ومواصلات عامة حيث يضطرون للذهاب إلى المدارس، والمستشفيات، والجامعات مشيًا على الأقدام، لمسافة تتراوح بين 3-7 كيلو مترًا. كما وعانى أهالي القرية لفترة طويلة من انعدام وجود شبكات للصرف صحي مما يؤدي إلى تلوث المياه، وانتشار الكثير من الأمراض خصوصاً في فصل الشتاء. ومع بداية عام 2022، وُضِعَ حجر الأساس لإنشاء شبكة صرف صحي للقرية والتي من المتوقع أن تخفف من المعاناة فيها.
يخشى أهالي القرية من أن تبتلع أمواج البحر قريتهم خاصة مع تآكل الشاطئ عام تلو العام، مما دفع العديد منهم لإخلاء بيوتهم بعد وصول أمواج البحر إلى أماكن قريبة منها. وتعاني القرية من الإهمال فهناك اهتمام ضئيل في إعادة ترميم بيوتها المتآكلة أو بنيتها التحتية المتهالكة.